# Juan Gobán
Juan Gobán (San José, Costa Rica 1904-1930) fue un futbolista ostarricense emblemático, que lleva su nombre en los clubes de Club Sport Juan Gobán, Asociación Deportiva Juan Gobán y en el Estadio Juan Gobán. Es miembro de la Galería Costarricense del Deporte.

## Trayectoria
Juan Gobán fue parte del primer juego inaugural en un campeonato de Costa Rica oficial, jugó para la Sociedad Gimnástica Limonense contra Club Sport La Libertad, el enfrentamiento se dio en el 3 de julio de 1921 disputado en la provincia de San José en ese entonces el partido se disputaba de 70 minutos, el encuentro finalizó con derrota 1-0.
Tras haber jugado con la Sociedad Gimnástica Limonense fue fichado por el Club Sport La Libertad de la capital de San José, en donde también fue beisbolista del equipo.

## Palmarés

### Títulos nacionales
| Título                         | Equipo                 | País       | Año  |
| ------------------------------ | ---------------------- | ---------- | ---- |
| Primera División de Costa Rica | Club Sport La Libertad | Costa Rica | 1925 |
| Torneo de Copa de Costa Rica   | Club Sport La Libertad | Costa Rica | 1925 |
| Primera División de Costa Rica | Club Sport La Libertad | Costa Rica | 1926 |
| Primera División de Costa Rica | Club Sport La Libertad | Costa Rica | 1929 |
| Torneo de Copa de Costa Rica   | Club Sport La Libertad | Costa Rica | 1929 |

### Distinciones individuales
| Distinción                                      | Año  |
| ----------------------------------------------- | ---- |
| Miembro de la Galería Costarricense del Deporte | 1978 |